# ديفيد كيلغور
ديفيد كيلغور هو محامي وقاضي وسياسي أمريكي، ولد في 3 أبريل 1804 في مقاطعة هاريسون في الولايات المتحدة، وتوفي في 22 يناير 1879. نشط حزبياً في الحزب الجمهوري. وقد انتخب عضو مجلس النواب الأمريكي ‏.